# Neea amplexicaulis
Espèce
Statut de conservation UICN

 LC  : Préoccupation mineure
Neea amplexicaulis est une espèce de plante de la famille des Nyctaginaceae. Il est  endémique de Panama.  
C'est un arbre qui pousse principalement dans le biome tropical humide.